# رولف ثونج
رولف ثونج (بالهولندية: Rolf Thung) مواليد 27 يوليو 1951 في ناردن، هو لاعب كرة مضرب هولندي سابق. أعلى تصنيف له في الفردي كان المركز الـ 86. أعلى تصنيف له في الزوجي كان 529.

## الخط الزمني للفردي
مفتاح
| ف | ن | ن.ن | ر.ن | د# | د.م | ل | أ.أ | ت | غ | ب | ف | ذ | م.خ | ل.ت |

(ف) فاز بالبطولة (ن) وصل النهائي (ن.ن) نصف النهائي (ر.ن) ربع النهائي (د#) الأدوار الأربعة الأولى (د.م) دور المجموعات (ل) شارك في كأس ديفيز (أ.أ) خرج من الأدوار الاولى (ت) خسر التصفيات التأهيلية (غ) غاب عن الحدث أو البطولة (ب) حصل على ميدالية برونزية (ف) حصل على ميدالية فضية (ذ) حصل على ميدالية ذهبية (م.خ) بطولة الماسترز خُفضت إلى مرتبة أقل (ل.ت) البطولة لم تعقد في السنة المعينة.
لتجنب الارتباك وازدواجية الحساب، يتم تحديث هذه المعلومات إما في نهاية البطولة، أو عندما تكون مشاركة اللاعب في البطولة قد انتهت.
| الدورة            | 1974 | 1975 | 1976 | 1977 |
| ----------------- | ---- | ---- | ---- | ---- |
| أستراليا المفتوحة | غ    | غ    | غ    | غ    |
| فرنسا المفتوحة    | غ    | د1   | غ    | غ    |
| بطولة ويمبلدون    | د3   | د1   | د1   | د1   |
| أمريكا المفتوحة   | غ    | د1   | غ    | غ    |

## روابط خارجية
- رولف ثونج على موقع رابطة محترفي التنس (الإنجليزية)
- رولف ثونج على موقع الاتحاد الدولي لكرة المضرب (الإنجليزية)
- رولف ثونج على موقع كأس ديفيز (الإنجليزية)
- رولف ثونج على موقع خلاصة التنس.كوم (الإنجليزية)